# Mönchstraße 24 (Stralsund)
Das Gebäude Mönchstraße 24 in Stralsund ist ein denkmalgeschütztes Bauwerk in der Mönchstraße, Ecke Bielkenhagen.

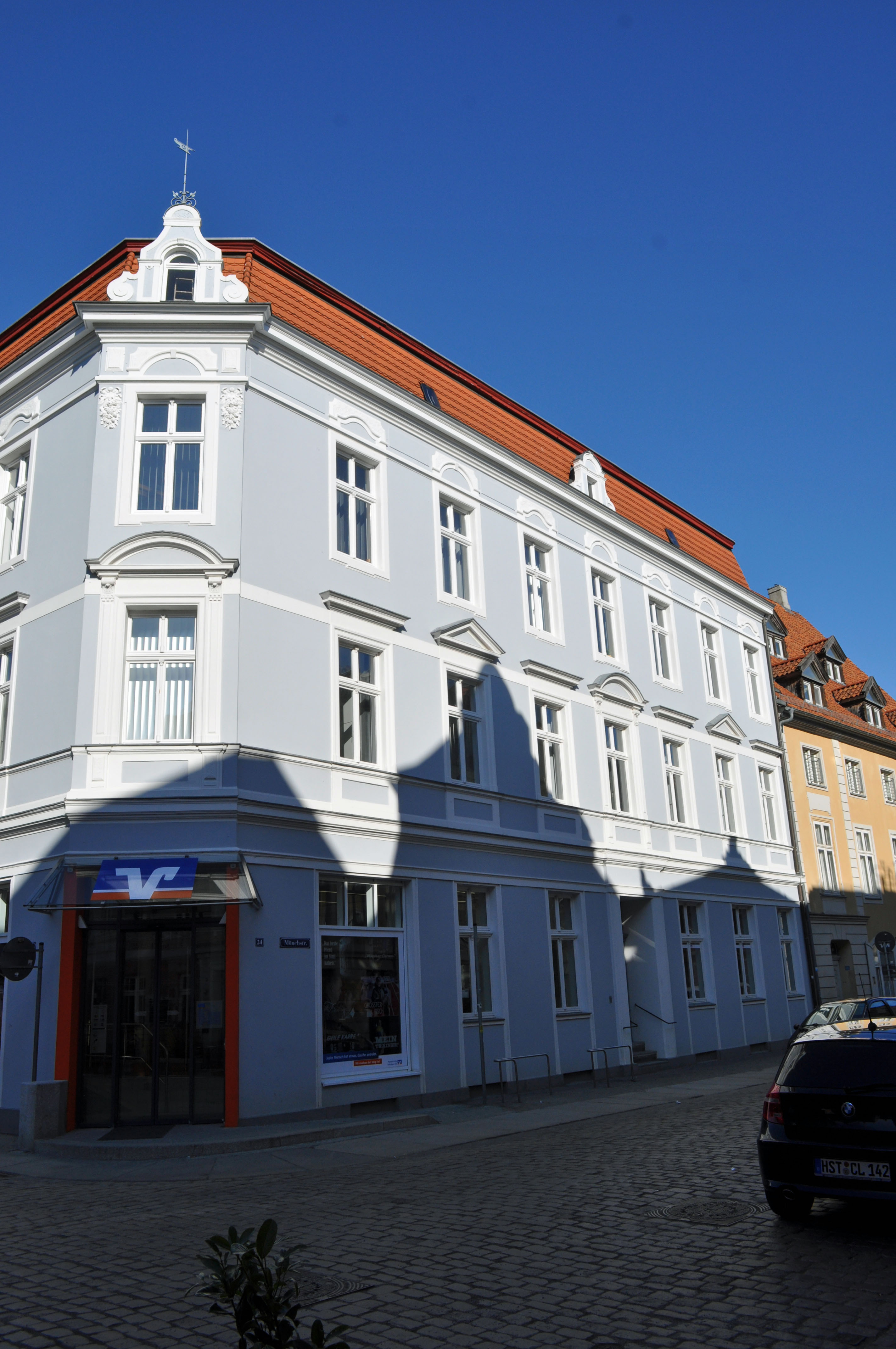
Haus Mönchstraße 24 in Stralsund (2012)

Das dreigeschossige Traufenhaus wurde 1888/1889 errichtet. Zu beiden Straßen hin ist die Fassade des Hauses nahezu gleich breit. Die Fassade ist barockisierend gestaltet, das erste Obergeschoss dabei besonders betont. Die Eckachse ist abgeschrägt; sie sowie die beiden Fassadenseiten weisen jeweils eine Ziergaube auf.
Das Haus im Kerngebiet des von der UNESCO als Weltkulturerbe anerkannten Stadtgebietes des Kulturgutes „Historische Altstädte Stralsund und Wismar“ ist in die Liste der Baudenkmale in Stralsund eingetragen.